# Gustave Moynier

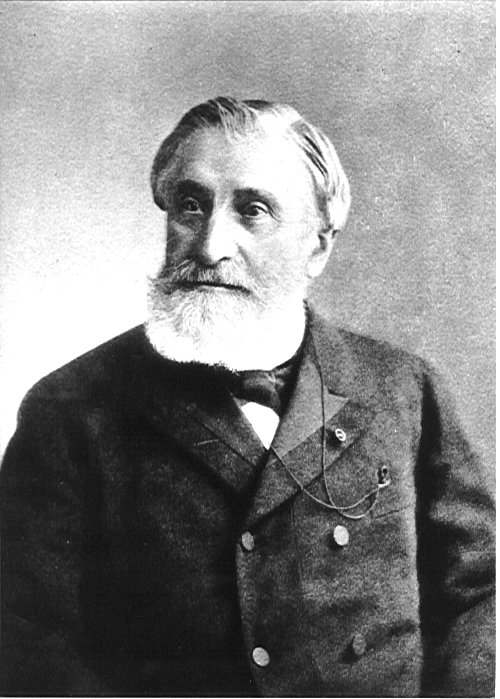
Gustave Moynier

Gustave Moynier, född 21 september 1826, död 21 augusti 1910, var en schweizisk filantrop.
Moynier var en av grundarna av Röda korset 1863 och initiativtagare till Institut de droit international och energiskt verksam för den så kallade Genèvekonventionen.